# Usaia Sotutu
Usaia Naiteitei Sotutu (ur. 20 września 1948 w Tavea) – fidżyjski lekkoatleta, olimpijczyk.

## Kariera
Jako jeden z dwóch Fidżyjczyków wystąpił na Letnich Igrzyskach Olimpijskich 1972 (drugim był Samuela Yavala). Wystartował w biegu na 3000 m z przeszkodami, biegu na 5000 m i biegu na 10 000 m. Nie ukończył wyścigu eliminacyjnego na najdłuższym z dystansów, natomiast w pozostałych konkurencjach odpadł w kwalifikacjach. W biegu na 3000 m z przeszkodami osiągnął 46. rezultat eliminacji wśród 49 startujących biegaczy (9:12,0), natomiast na dystansie 5000 m miał 58. czas pośród 61 długodystansowców (15:24,2). Podczas ceremonii otwarcia igrzysk Sotutu był chorążym reprezentacji.
Wielokrotny medalista igrzysk Południowego Pacyfiku. Podczas igrzysk w 1966 roku zdobył złoto w biegu na 3000 m z przeszkodami (9:59,2) i srebro w wyścigu na 10 000 m (33:24,7). W 1969 roku stanął trzykrotnie na podium, zwyciężając w biegach na 3000 m z przeszkodami (9:48,8) i 10 000 m (33:13,2), oraz zajmując 3. miejsce na dystansie 5000 m (16:05,0). Nie ukończył biegu maratońskiego. Na Igrzyskach Południowego Pacyfiku 1971 zdobył cztery złote medale – wygrał bieg na 3000 m z przeszkodami (9:24,0), bieg na 5000 m (15:15,4), bieg na 10 000 m (32:14,6) i sztafetę 4 × 400 m (3:18,5). Na swoich czwartych igrzyskach wygrał bieg na 1500 m (4:04,14), zdobył srebro na dystansie 3000 m z przeszkodami (9:51,4) i brąz w biegu na 10 000 m (32:58,94). Ponadto był na 4. miejscu w wyścigu na 5000 m. W 1979 roku zdobył dwa srebrne medale, tym razem w wyścigu na 1500 m (3:59,97) i biegu na 3000 m z przeszkodami (9:28,06).
W 1993 roku został wprowadzony do Fiji Sports Hall of Fame. Wyemigrował wraz z rodziną do Stanów Zjednoczonych i osiadł w Kent w stanie Waszyngton.
Rekordy życiowe: bieg na 3000 m – 8:13,6 (1971), bieg na 5000 m – 15:11,8 (1969), bieg na 10 000 m – 31:32,0 (1971), bieg na 3000 m z przeszkodami – 8:48,0 (1971). Oprócz wyniku w biegu na 5000 m, wszystkie powyższe rezultaty były nadal w 2021 roku rekordami Fidżi.